# Hôtel de Burtaigne
L’hôtel de Burtaigne est une demeure patricienne de Metz, datant de la Renaissance, construite dans les dernières années de la République messine par une famille membre des paraiges, les Gournay. Il est classé au titre des Monuments historiques depuis 2006.

## Contexte historique
Ses habitants successifs représentent toutes les facettes de la ville : ville libre d’Empire, en tant que demeure des Gournay, maitres-échevins de la ville dans les dernières années de la République messine ; l'hôtel particulier a été le lieu de naissance de deux généraux des guerres du Second Empire, guerroyant sur quatre continents ; ville royale française en tant que siège de la Ferme générale (ancêtre du Trésor Public) au XVIIIe siècle ; facette aussi de « Metz la commerçante » en tant que siège social de plusieurs entreprises de vente de vin, de fer, etc. ; ville pieuse enfin en tant que l’un des Trois-Évêchés en tant que maison d’habitation de deux fondatrices de bonnes œuvres, Caroline Colchen Carré de Malberg, cofondatrice de la société des filles de saint François de Sales[2] et Anne-Marie-Célestine Michel, fondatrice d’un orphelinat à Scy-Chazelles. Sis aux nos 4 et 6 de la place des Charrons, dans le quartier Outre-Seille, son architecture spécifique, signalant la transition entre le Moyen Âge et la Renaissance, marquée par les usages successifs, lui a vaut d’être inscrit comme monument historique en 2006.
Le mythe selon lequel cet hôtel particulier aurait servi de quartier-général au duc de Guise lors du siège de Charles Quint ne repose sur aucune source historique fiable.
La première mention de l’hôtel de Burtaigne date de 1531 : « une maison sceante en la rue des Cherriers, qu’on dit la maison de Burtaigne ». On y célèbre alors le mariage de Claude de Gournay, fils du maitre-échevin et conseiller du duc Antoine de Lorraine, Michel de Gournay, avec Catherine de Créhange, mariage marqué par une anecdote qui lui vaut sa place dans les chroniques messines : la galerie de l’hôtel s’effondre:
« et avoir ledit seigneur Michel fait faire sus des pillers de pierre, en l’entrée de ladicte maison, une gallerie bien viste pour y faire des chambres. Et advint que, le jour des nopces, apres soupper, enciron entre neuf et dix heures, que ladicte gallerie avec une grande muraille et le til qui estoit par-dessus ladicte gallerie, tombait du tout ». On ne déplore aucune victime, c’est un miracle : « ''veu qu’il n’y eult personne affoulé, et que la plupart de la noblesse, le jour des nopces, du matin, estoient dessoubz icelle gallerie, et y passont l’espousée avec les comtes, bairons et aultres seigneurs d’Allemaigne allant à l’église.... » Les Gournay sont déjà propriétaires de l’Hôtel de Gournay sur les Hauts de Sainte-Croix. L’emplacement de leur nouvel hôtel est plus pratique pour Les Gournay, membres des paraiges messins. Il est situé à proximité du Champ-à-Seille (actuelle place Coislin), la plus large place de Metz au Moyen Âge, marché principal et véritable centre économique de la ville. Reliée à la place du Champ-à-Seille par le pont-à-Seille, leur nouvelle demeure est commodément située de l’autre côté de la rivière, à l’écart de l’agitation marchande. La Seille qui jouxte l’hôtel permet de débarquer et d’embarquer les denrées qui partent ou viennent d’Allemagne. En 1551, après la mort de Michel de Gournay, l’hôtel passe à son fils Jacques, seigneur de Beux, maitre-échevin de Metz en avril 1552, au moment de l’entrée à Metz de Henri II de France. Un mythe circule de manière insistante : en 1552, l’hôtel aurait servi de quartier général au duc de Guise qui défend victorieusement la ville de Metz lors du siège mené par les troupes de l’empereur Charles Quint qui essaie de reprendre sa ville. Cette allégation ne correspond à aucune information transmise par les sources, et est même en contradiction avec la source principale de l'histoire du siège. Jacques de Gournay a trois filles de son épouse, Anne de Lenoncourt, Catherine qui épouse Louis de Custine, Jeanne qui épouse Adrien de Waldeck et Eve qui épouse François Henri de Haraucourt, capitaine général de l’artillerie de Lorraine. On ignore qui hérita de l’hôtel ou qui l’acheta.

## Construction et aménagements

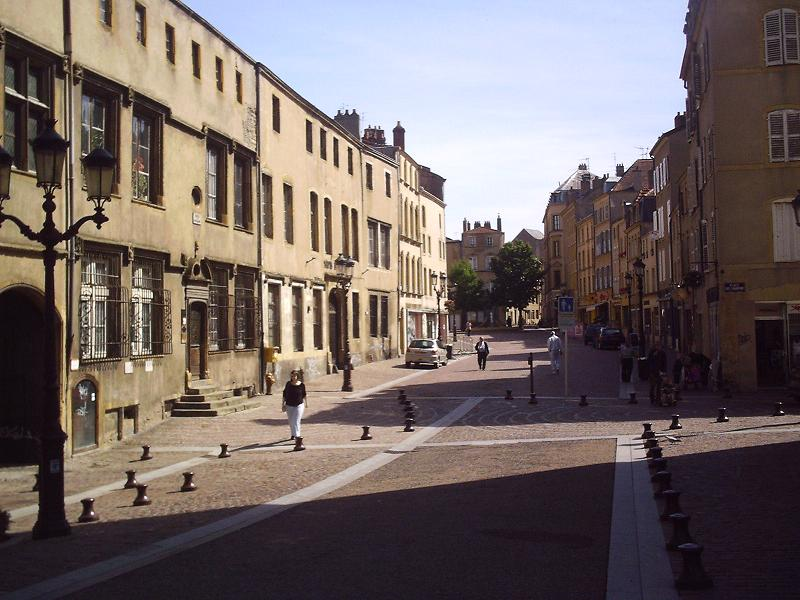
La façade de l’hôtel place des Charrons, au fond la rue Mazelle

La construction s’achève au plus tôt peu après 1523, selon la datation par dendrochronologie des poutres de la charpente de la partie principale de l’hôtel de Burtaigne et au plus tard, en 1531, date où l’hôtel est mentionné dans les chroniques messines. La toiture basse en forme de pointe de diamant en retrait de la façade reste conforme à la tradition médiévale de l’architecture messine. La façade présente, sur les deux premiers niveaux des bandeaux moulurés courants au-dessus des fenêtres et ponctués de frettes crénelées, particularité architecturale typiquement messine qui se retrouve dans la maison des Têtes et dans d’autres édifices patriciens de la Renaissance ; ces frettes portent un décor sculpté de grotesques fantastiques, d’un lion tenant un écusson. Les meneaux et croisées des fenêtres Renaissance ont été supprimés au XVIIe siècle afin de laisser pénétrer plus de lumière. Ceux qui subsistent (sur les fenêtres au-dessus du porche) sont des copies datant du XXe siècle. Les décors intérieurs sont modifiés vers la fin du XVIIe siècle : les pièces principales sont décorées de lambris d’appui, de cheminées en marbre et les plafonds Renaissance sont dissimulés sous un habillage de plâtre. De cette époque date l’ajout de la porte piétonne, sur la rue, qui par son style dénature quelque peu le rythme intrinsèque de la façade Renaissance. Cinq marches lui donnent accès. En 1734, un procès est fait au propriétaire de l’hôtel, monsieur Dubuisson, pour avoir partiellement comblé le lit de la Seille adjacente afin de construire la porte cochère afin de faciliter le passage des carrosses vers la cour arrière. La Seille est canalisée peu après, en 1740. Peu ou pas remaniée au XIXe siècle, la partie gauche de la façade sur rue (au-dessus du porche) est construite dans un style néo-renaissance en 1906, en parallèle avec les travaux de comblement du bras de la Seille, devenu la rue Haute-Seille. Les communs de l’hôtel de Burtaigne sur l’arrière, sont détruits pour laisser place à un autre édifice, lui aussi de style néo-Renaissance, construit pour l’Association mosellane des œuvres laïques (AMOL). Touchée par un obus lors de la Seconde Guerre mondiale, les fenêtres au-dessus du porche sont restaurées (entre 1945 et 1948) et « restituées » avec des meneaux (elles n’ont probablement jamais existé auparavant dans cet état). Les mansardes de l’hôtel sont transformées en logements en 1953. L’architecture type des maisons patriciennes messines à la fin du Moyen Âge et au début de la Renaissance comporte un escalier en colimaçon proche de la porte principale (comme à l’hôtel de Heu) ou intégré dans une tourelle séparée du corps principal de la maison (comme à la maison des Têtes ou dans l’ancien hôtel de Gournay). La cage d’escalier à jour central est une construction plus tardive, datant du XVIIe siècle. Une balustrade en fer forgé mène jusqu’au premier étage, poursuivie jusqu’au deuxième par des balustres de bois.

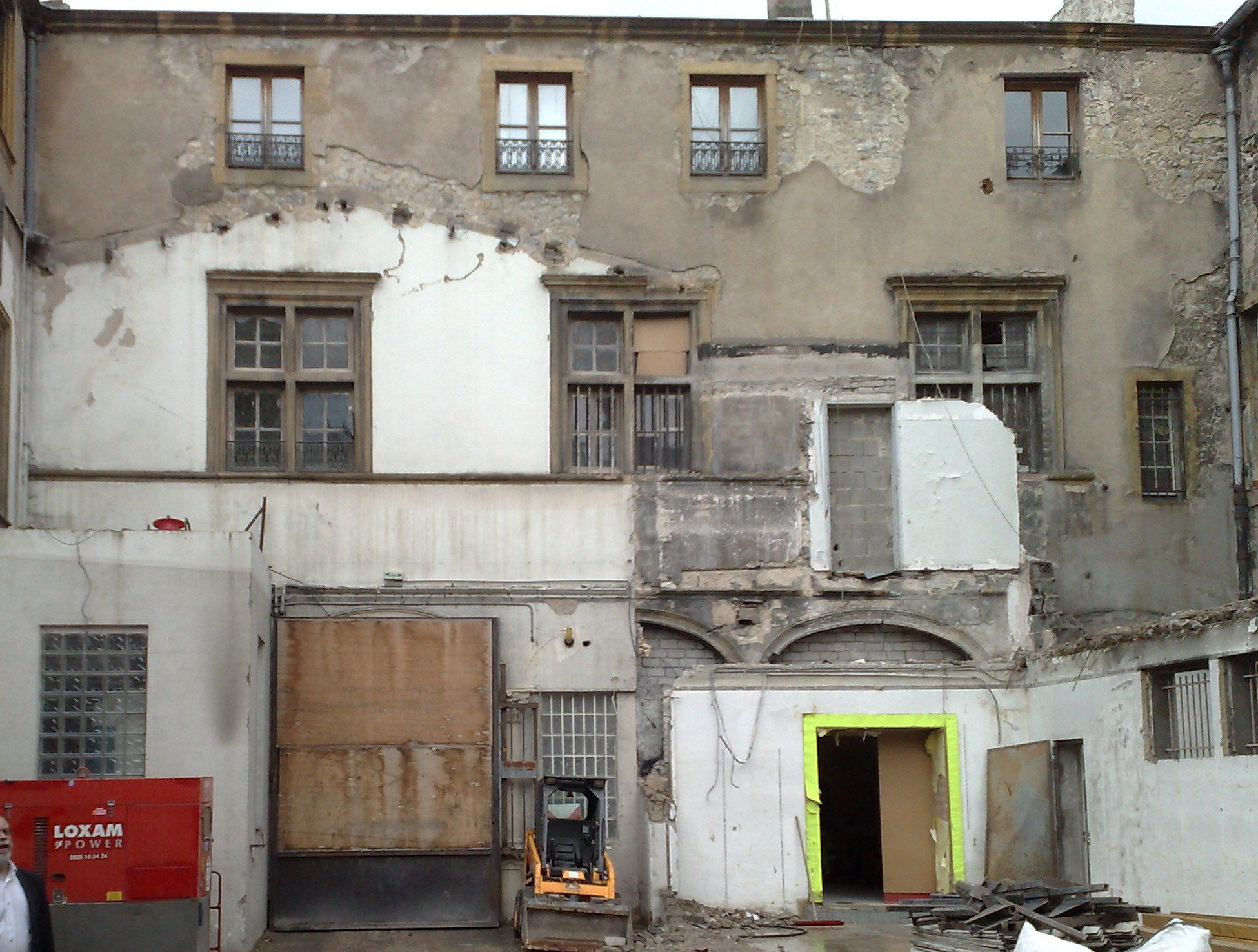
Hôtel de Burtaigne - façade arrière du 6 place des Charrons lors des travaux de destruction des anciens entrepôts industriels mettant au jour le portique Renaissance du rez-de-chaussée.

Le 6 place des Charrons est achevé après 1534 (datation par dendrochronologie des poutres de la charpente) ou 1544 (datation dendrochronologique des poutres du plafond du piano nobile). Il sert probablement de salle des fêtes ou occupe une fonction de représentation et de réception comme en témoignent les médaillons sculptés, de style Renaissance, dans les murs de l’étage noble. Un porche Renaissance donne accès à l’immeuble. Il ne respecte pas la symétrie de la construction Renaissance : il donne sur une traverse qui correspond à la deuxième travée de la galerie du rez-de-chaussée (voir illustration) ; mais est placé au centre de l’immeuble si l’on y inclut le 6 bis, place des Charrons. Au XVIIIe siècle, les fenêtres Renaissance du premier étage sont remaniées et adoptent la forme en vogue de baies à arc segmentaire, certaines percées ; cet étage sert d’atelier à l’imprimeur Joseph Antoine. En 1813, le commerce de fer de la maison Valette et Serot (devenue plus tard les établissements Guermont-Weber) s’installe dans cette partie de l’hôtel. En 1904, le règlement d’urbanisme impose l’installation de l’eau courante et du tout-à-l’égout dans cette partie et dans la partie principale de l’hôtel de Burtaigne. En 1916, les fenêtres du deuxième étage sont modifiées, certaines percées dans le prolongement des fenêtres du premier datant du dix-huitième, l’espace de la grande salle est cloisonné (cloisonnement qui pourrait être antérieur) pour en faire un appartement habitable. Dans l’Entre-deux-guerres, les trois fenêtres du rez-de-chaussée sont refaites dans un style néo-Renaissance. Des entrepôts de type industriels sont édifiés en 1947 sur toute la partie arrière du six et s’arcboutent sur la façade historique sur cour, sans respect pour elle.

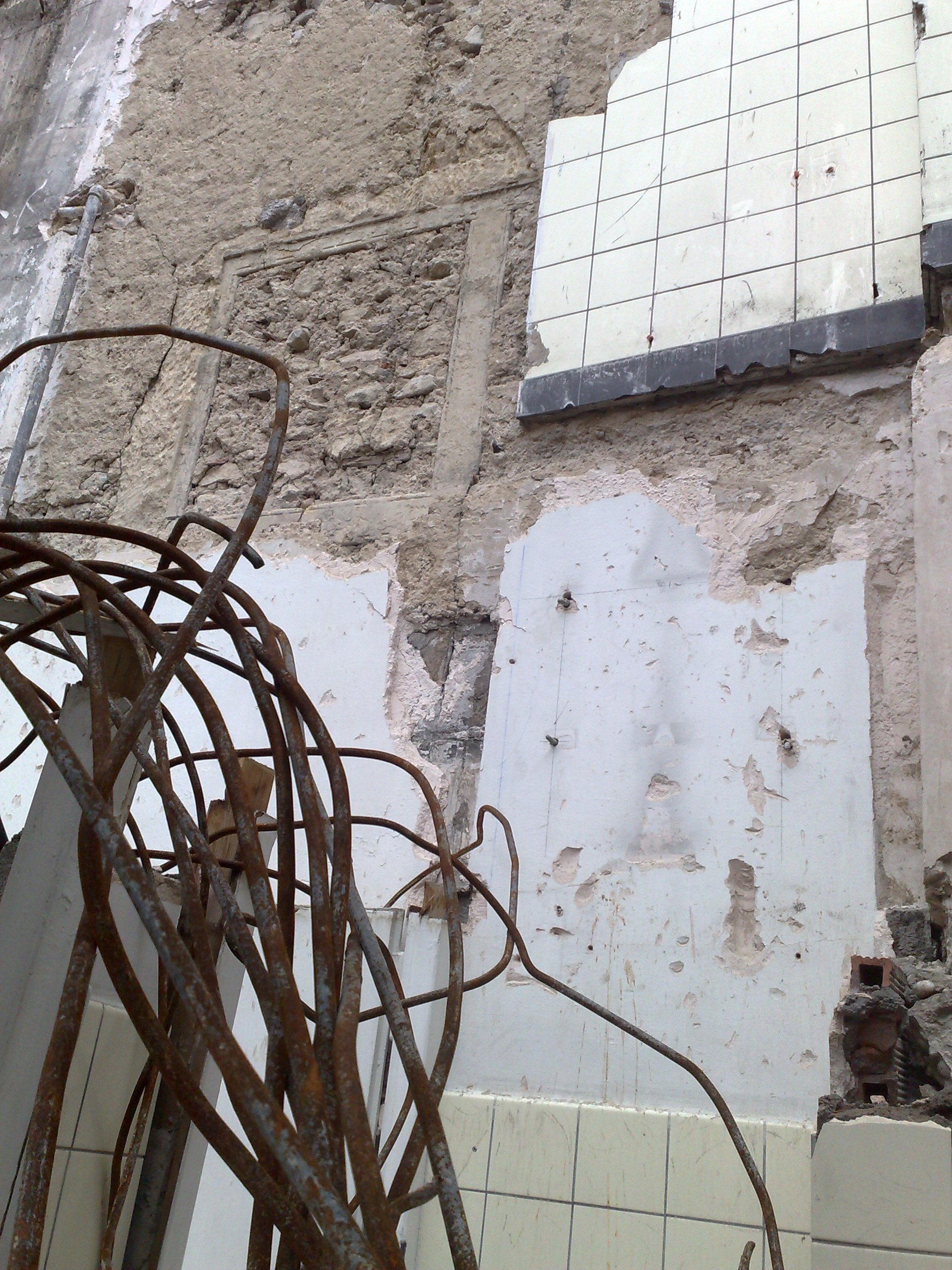
Mise à jour d’une fenêtre à meneaux sur la façade arrière de l’hôtel de Burtaigne lors des travaux de destruction des anciens entrepôts industriels.

En 2009, un projet immobilier entraîne la destruction partielle des entrepôts industriels à l’arrière du 6 place des Charrons (anciens établissements Guermont-Weber) et le dégagement de la façade originelle. Les caves de l’immeuble correspondent aux différentes sous-parties de l’immeuble. La partie sous le porche de la maison est dépourvue de cave, sans doute en raison de la proximité avec le lit de la Seille et la possibilité d’infiltration. Au no 4 de la place des Charrons, la partie avant (sur rue) présente trois nefs de caves voûtées avec arcs à encorbellement. Cette disposition ne correspond pas à l’organisation architecturale de la partie aérienne de la maison en deux séries de salles. Ceci fait que le mur médian et porteur de la maison repose sur la clef de voûte de la nef centrale des caves. Cette solution, statiquement osée, peut laisser supposer que les caves sont plus anciennes et ont été récupérées telles quelles. De plus, les caves de la partie arrière du 4 place des Charrons ne correspondent pas exactement au style de la partie avant : elles ont dû être construites à une époque différente. Si les caves du 4 sont perpendiculaires à la rue, les voûtes de celles du 6 sont construites parallèlement à la rue. Encore visible à côté du porche, sur la gauche de la façade du corps principal, une petite porte, aujourd’hui partiellement murée, donne accès aux caves directement depuis la rue. Au 6, un dispositif similaire existait comme en témoigne une volée de marches, mais la porte sur rue a totalement disparu, peut-être lors des réfections du XIXe siècle.

## Affectations successives
Au XVIIe siècle, la salle des fêtes de l’hôtel de Burtaigne sert de temple protestant aux soldats mercenaires suisses (et calvinistes) de la garnison de Metz. Quand le culte réformé est interdit sur les terres du Roi-Soleil à la révocation de l’édit de Nantes, l’interdiction ne frappe pas les étrangers et le temple peut continuer à fonctionner. Au début du XVIIIe siècle, la demeure est occupée par un marchand de bois, M. Dubuisson. Sa fille, Marie-Rose épouse, le 5 septembre 1752, Nicolas Bouvard, agent général des fermes du roi pour Metz au moment du décès de son épouse en avril 1769. En 1776, il est agent général des Trois-Évêchés et de Charleville. La ferme générale collectait les taxes sur le tabac, les gabelles, la vente de sel à l’étranger, les droits sur les huiles et savons et la marque des fers. Nicolas Bouvard meurt en 1797, âgé de 77 ans. Son fils, Antoine-Louis, inspecteur de la régie des droits réunis, hérite alors de l’hôtel. Sa veuve, Marie-Jeanne-Sophie Pierre, vend la propriété, en 1821, à Jean-François Maguin, vinaigrier et marchand de vin. Jean-François Maguin la cède, en 1830, à François Dominique Victor Colchen. À une date indéterminée, l’ensemble (le no 4 place des Charrons correspondant à l’hôtel proprement dit et le no 6 place des Charrons, correspondant à l’ancienne salle des fêtes) fut scindé en deux immeubles qui connaîtront chacun une histoire distincte. Le recensement de 1769 nous apprend que le no 6 (numéro cadastral 1972) est occupé par le Bureau général des tabacs qui y est encore en 1788. Dans la même maison, le typographe messin Joseph Antoine y possède son imprimerie. Il y décède en 1785. Sa veuve et ses fils reprennent l’affaire jusqu’en 1794, date où son fils, Charles-Marie-Brice transfère l’établissement rue de la Chèvre, son frère cadet, Pierre Antoine, fonde alors sa propre imprimerie, rue Mazelle.

Caroline Carré de Malberg (1829-1891), fondatrice des Filles de Saint-François de Sales, y passe une partie de son enfance, ses parents, François Dominique Victor Colchen et Élisabeth-Charlotte Simon, ayant acquis la propriété en 1830. Son procès de Béatification est en cours. Gaëtan Bernoville, dans son livre Madame Carré de Malberg, écrit :
« L’hôtel de Burtaigne était grave et somptueux mais les plates-bandes ombragées et fleuries dévalaient jusqu’aux rives de la Seille. Caroline y passa le plus clair d’une enfance heureuse » Caroline est l’une des quatre filles de François Colchen, l’hôtel passe à un gendre, Jean-Baptiste Salmon, qui avait été associé depuis 1854 au commerce des vins. 
En 1813, Louis-Henri Valette, transfère à l’hôtel de Burtaigne le commerce de fer qu’il avait fondé, en 1806, rue des Allemands. Il meurt en 1837 et son fils, associé à son beau-frère Augustin-Laurent Sérot, continue l’activité paternelle. Le fils d’Augustin-Laurent Sérot continue le commerce jusqu’à son décès en 1909. La maison est alors reprise par Jules Wéber. En septembre 1979, son héritier, André-Jean Wéber, directeur retraité des Établissements Guermont-Wéber, cède la partie avant du no 6 au propriétaire actuel qui peut ainsi réunir ces deux bâtiments historiques au passé commun. C’est également ici que sont nés les frères Munier, Charles-Claude en 1826 et son frère Gustave-Joseph en 1828. Leur père, Charles-Christophe Munier, originaire de Pont-à-Mousson, était alors capitaine d’artillerie. Les deux frères s’illustrèrent dans l’armée française. L’aîné, Charles Munier, comme officier d’ordonnance du général Decaen lors de la guerre de 1870, puis, à la suite du décès de celui-ci à la bataille de Borny, comme aide de camp du maréchal Le Bœuf. Il participa aux batailles de Saint-Privat et de Servigny. Avec le grade de général de division, il servit au Tonkin. Le cadet, Gustave-Joseph Munier, combattit en Crimée, en Kabylie, à Magenta et Solférino ; il prit part à l’expédition du Mexique. En 1870, il commanda le 89e régiment d’infanterie de ligne lors de la bataille de Sedan. Après tant de faits d’armes, il décède « bêtement » à Paris le 4 mai 1897 dans l’incendie accidentel du Bazar de la Charité où périssent nombre de membres de la haute société (dont la duchesse d’Alençon, sœur de l’impératrice d’Autriche).
Le 18 mars 1898,  Anne-Marie Célestine Michel  (1875-1957) achète l’hôtel de Burtaigne aux héritiers de la famille Salmon, ayants-droit de leur mère, Françoise Émilie Colchen, épouse de Jean Baptiste Joseph Salmon et sœur cadette de Caroline Colchen. La vente se fait pour 68000 marks.
Anne-Marie Célestine Michel fait construire en 1911 l’hôtel Saint-Bernard dans le jardin de l’hôtel de Burtaigne (24-26 rue Haute-Seille) pour fournir un logement à des veuves ou à des femmes seules pour un loyer modéré. Elle crée aussi un orphelinat de jeunes filles à Scy-Chazelles, le manoir Bethléem, à la Noël 1916. Robert Schuman achète la maison voisine quelques années plus tard. L'orphelinat sera démoli pour laisser place au Foyer AMC Michel, géré par le département de la Moselle. Anne-Marie-Célestine Michel est amie de Monseigneur Jean-Baptiste Pelt, évêque de Metz de 1919 à 1937, oncle de l'écrivain et scientifique Jean-Marie Pelt.
Le 3 novembre 1921, elle crée une association dénommée Association Anne-Marie Célestine Michel, qui gère l’orphelinat de Scy-Chazelles. Après le décès de mademoiselle Michel le 7 août 1957, des biens immobiliers et l’hôtel de Burtaigne sont légués à l’association. Le 16 octobre 1973, l'association vend l'immeuble situé 4 place des Charrons aux époux Diligent.

## Restauration et protection
En 1972, l’hôtel est quasiment vide de tout occupant. 
Racheté en 1974 par l'historien Jean Marie Diligent et son épouse, l'hôtel a fait l’objet d’une soigneuse campagne de restauration (toitures, façades, réaménagements intérieurs) qui conduit, en 1988, au classement de certaines parties du 4 place des Charrons à l’inventaire supplémentaire des monuments historiques : une cheminée renaissance, des pièces lambrissées du XVIIe siècle, la cage d’escalier avec rampe en fer forgé et balustre de bois, des façades sur rue et sur cour, suivi, en 1991, de celui de la façade sur rue du 6 place des Charrons, des toitures . 
En 2006, la totalité des deux édifices est classée au titre des monuments historiques. 
L'hebdomadaire La Semaine, diffusé en Moselle et Meurthe-et-Moselle, informait depuis plusieurs mois que l’hôtel de Burtaigne accueillerait le Cercle des Paraiges (un club d’affaires d’inspiration anglo-saxonne) présidé par Bernard Serin, actuel président du FC Metz  et Président Directeur Général de Cockerill Maintenance & Ingénierie, qui a été impliqué dans des ventes d'armes considérées comme crime contre l'Humanité, en particulier contre le Yémen.  Or les enfants de l’ancien propriétaire, Jean Marie Diligent, décédé le 20 avril 2020, ont signé avec un autre acquéreur.
L'hôtel sera restauré par le Groupe François 1er.